# Мацей Ратай
Мацей Ратай (пол. Maciej Rataj; 19 лютого 1884, Хлопи поблизу Львова — 21 червня 1940, Пальміри) — польський політик, член Селянської партії. Виконувач обов'язків президента Польської республіки у 1922 та 1926 роках, Міністр духовних справ і народної освіти Польщі в 1920–1921 роках, маршалек польського сейму у 1922–1928 роках.

## Життєпис
Закінчив Львівський університет. Працював вчителем в Львові і Замості.
У 1919–1930 і 1934–1935 роках був депутатом сейму, у тому числі — в 1922—1928 роках — маршалек сейму.
Двічі був виконуючим обов'язки президента Польської республіки: у грудні 1922 року після вбивства Габрієля Нарутовича і в травні 1926 року після відставки Станіслава Войцеховського.
У 1920—1921 роках був також міністром духовних справ і народної освіти.
Після захоплення Польщі у 1939 році був членом підпілля. Був розстріляний 21 червня 1940 року в Пальмірах під Варшавою.

## Праці
- Pamiętniki (1965)
- Wskazania obywatelskie i polityczne: Wybór pism i przemówień z lat 1919—1938 (1987)
- Maciej Rataj o parlamentaryzmie, państwie demokratycznym i sanacji (1998)